# 398
Évszázadok: 3. század – 4. század – 5. század
Évtizedek: 340-es évek – 350-es évek – 360-as évek – 370-es évek – 380-as évek – 390-es évek – 400-as évek – 410-es évek – 420-as évek – 430-as évek – 440-es évek
Évek: 393 – 394 – 395 – 396 –  397 – 398 – 399 – 400 – 401 – 402 – 403

## Események

### Nyugat- és Keletrómai Birodalom
- Honorius császárt (nyugaton) és Flavius Eutychianust (keleten) választják consulnak.
- Gildo, Africa provincia kormányzója (comes-e) Eutropius konstantinápolyi főminiszter felbujtására fellázad Honorius császár ellen és átáll a Keletrómai Birodalomhoz, ezzel elvágva Róma gabonaellátását. Honorius régense, Stilicho Gildo öccsét, Mascezelt küldi ellene, aki gyors győzelmet arat. Gildo elmenekül, majd felakasztja magát. Mascezel visszatér Itáliába, ahol Stilicho parancsára kísérői vízbe fojtják.
- Honorius császár feleségül veszi Stilicho lányát, Mariát.
- Eutropius diadalmenetet tart a hunok felett aratott győzelméért.
- Eutropius békét köt a vizigót Alarikkal és kinevezi őt Illyricum provincia katonai fővezérévé (magister militum).

### Kína
- Kései Jen állam császárát, Murong Paót meggyilkolja a rokona, Lan Han és elbitorolja a trónját. Legyilkoltatja a Murong-klán szinte valamennyi tagját, de vejét, Murong Senget (Murong Pao fiát) életben hagyja. Egy lakoma során teljesen lerészegedik és Murong Seng kihasználva az alkalmat megöli Lan Hant és császárrá kiáltja ki magát.

## Halálozások
- Gildo, nyugatrómai politikus és hadvezér
- Murong Pao, Kései Jen császára
- Lan Han, Kései Jen császára
- Vak Didümosz, keresztény teológus

## Fordítás
- Ez a szócikk részben vagy egészben  a(z)   398 című angol Wikipédia-szócikk ezen változatának fordításán alapul.  Az eredeti cikk szerkesztőit annak laptörténete sorolja fel. Ez a jelzés csupán a megfogalmazás eredetét és a szerzői jogokat jelzi, nem szolgál a cikkben szereplő információk forrásmegjelöléseként.